# Zygophyseter varolai
Lo zigofisetere (Zygophyseter varolai Bianucci & Landini, 2006) è un cetaceo estinto imparentato con il capodoglio. Visse nel Miocene superiore (Tortoniano, circa 7 milioni di anni fa) e i suoi resti sono stati ritrovati in Italia meridionale.

## Descrizione
L'aspetto di questo cetaceo doveva essere una via di mezzo tra quello di un'orca e quello di un capodoglio: lungo circa 10 metri, Zygophyseter era dotato di un lungo e robusto rostro, dotato di lunghi denti acuminati sia nella mascella che nella mandibola. I capodogli attuali, al contrario, possiedono denti solo nella mandibola. Il cranio di Zygophyseter era dotato di un notevole processo zigomatico (da qui il nome generico), che probabilmente ospitava l'organo dello spermaceti.

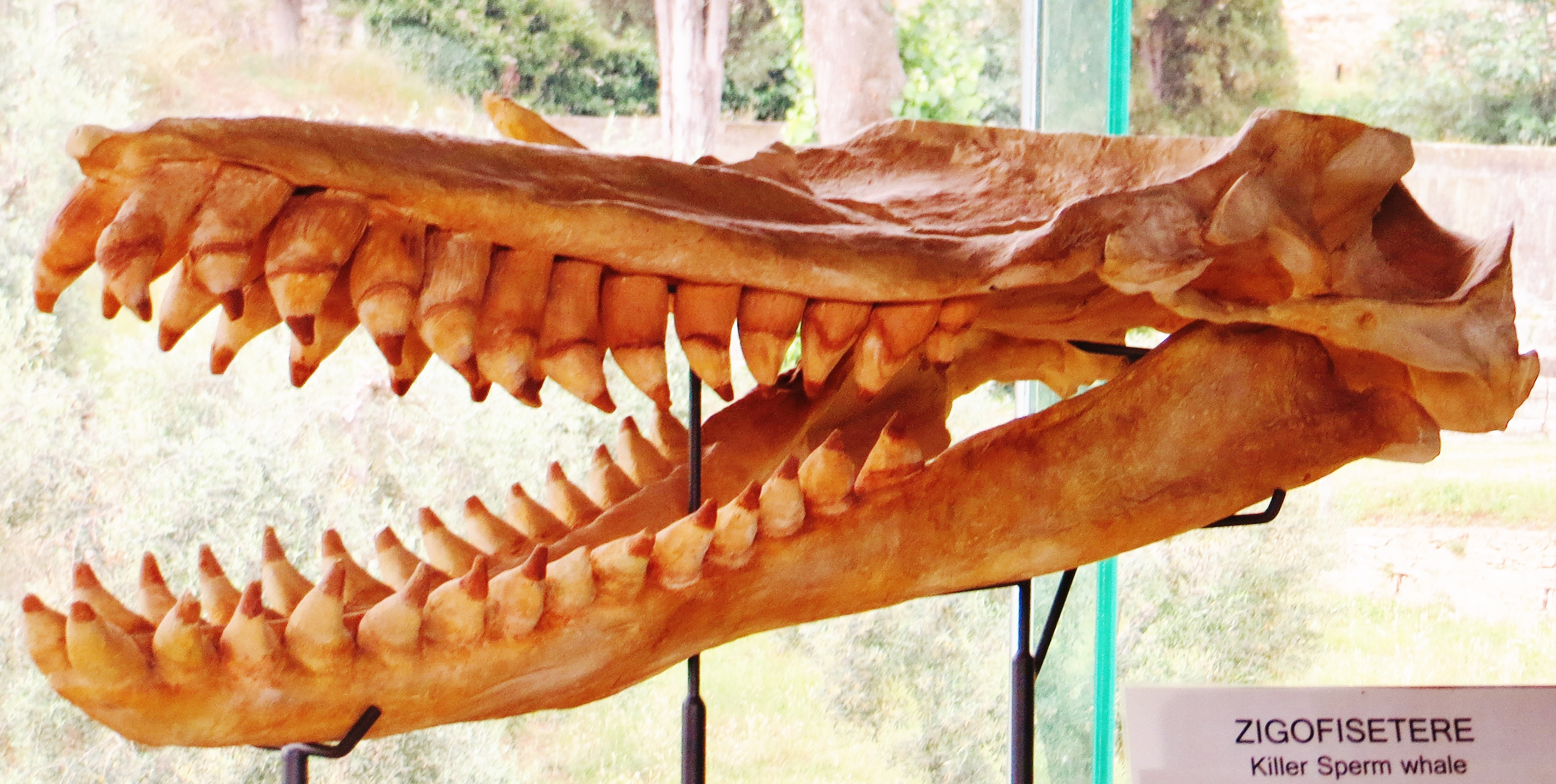
Cranio di Zygophyseter varolai

## Stile di vita
Conosciuto per uno scheletro quasi completo, questo cetaceo doveva essere uno dei massimi predatori del suo ambiente, a causa della sua taglia e delle specializzazioni del cranio. Soprannominato “capodoglio killer” dai suoi scopritori, lo Zygophyseter poteva cacciare anche prede di grandi dimensioni, in modo molto simile a quello delle orche attuali, grazie ai grandi denti presenti lungo entrambe le mascelle. È considerato uno dei fiseteridi (Physeteridae) più primitivi.